# Ratpenat llengut d'Underwood
El ratpenat llengut d'Underwood (Hylonycteris underwoodi) és una espècie de ratpenat de la família dels fil·lostòmids, que viu a Centreamèrica. Fou anomenat en honor de l'ornitòleg i col·leccionista britànic Cecil F. Underwood.

## Descripció física
Aquesta espècie té un musell llarg i estret i una llengua llarga i extensible. Són animals petits amb cues curtes i unes membranes interfemorals ben desenvolupades. El seu pes oscil·la entre 6 i 9 grams, té una longitud del cos que varia entre 65 i 70 mil·límetres i una longitud de l'avantbraç d'entre 31 i 35 mil·límetres. El seu pelatge és uniformement gris fosc, amb les parts més baixes lleugerament més pàl·lides. El llavi inferior té una ranura ample, envoltada de petites berrugues. Aquest ratpenat també té uns molars distintius del tipus «zalambdodont». Les incisius superiors internes són més grosses que les exteriors, mentre que no tenen incisives inferiors. El crani té un arc zigomàtic incompleta. La seva mida petita li permet disposar de maniobrabilitat en vol.

## Distribució i hàbitat
El ratpenat llengut d'Underwood viu a les regions tropicals boscoses entre els 50 i 2.640 metres sobre el nivell del mar, en refugis que poden ser troncs buits, la cara inferior dels ponts, coves o túnels.
Aquesta espècie viu a Centre-amèrica, des de Mèxic fins a Panamà.

## Comportament
Malgrat que hi ha molt poca informació del seu comportament, se sap que viuen en coves o túnels que abandonen de nit per alimentar-se.

## Reproducció
Les femelles tenen un cicle estral, embaràs i lactància anuals, i generalment una sola cria. Un sistema reproductiu molt comú entre les espècies de la família dels fil·lostòmids.

## Dieta
El ratpenat llengut d'Underwood s'alimenta de pol·len i nèctar i de vegades de fruits.

## Subespècies
- H. u. minor
- H. u. underwoodi